# Piquage en charge
De l'anglais  « Hot Tapping », le « piquage en charge », est la méthode de connexion à des tuyaux existants ou des récipients sous pression, sans l’interruption qu’occasionnerait la vidange de la partie de l’installation ou des récipients où il s’effectue. Cela signifie qu’une canalisation ou un conteneur peut continuer à être utilisé, pendant que des opérations de maintenance ou des modifications lui sont apportés. Ce processus est aussi utilisé pour vidanger les fluides de boîtiers sous pression.
Le piquage est aussi la première procédure d’arrêt de ligne, où on utilise une scie cloche pour effectuer une ouverture dans la canalisation, afin de pouvoir y insérer une tête de ligne.

## Soudures interdites
Les situations dans lesquelles les opérations de soudure sur équipement sont interdites, concernent les équipements contenant :
- Des mélanges gazeux ou des vapeurs se trouvant dans leur plage d’inflammabilité ou susceptibles de devenir inflammables à la suite d’un apport de chaleur résultant des opérations de soudure.
- Des substances qui peuvent entrer en réaction ou en décomposition, conduisant à une augmentation dangereuse de la pression, à une explosion, ou qui peuvent attaquer le métal. Dans ce contexte, il convient d’attirer l’attention sur le fait que, par la combinaison de certaines conditions de concentration, de température et de pression, l’acétylène, l’éthylène et d’autres hydrocarbures insaturés, peuvent se décomposer de manière explosive, sous l’action d’un point de soudure à chaud.
- Une atmosphère enrichie en oxygène, en présence d’hydrocarbures qui peuvent se trouver soit dans l’atmosphère, ou déposés sur la surface interne de l’équipement ou de la canalisation.
- De l’air comprimé, en présence d’hydrocarbures qui peuvent se trouver soit dans l’air, ou déposés sur la surface interne de l’équipement ou de la canalisation.
- Des mélanges gazeux, dans lesquels la pression partielle de l’hydrogène dépasse le niveau de 700 kPA, sauf dans le cas où des tests ont apporté la preuve que le piquage peut être effectué en toute sécurité.

Sur la base de ce qui précède, la soudure sur un équipement ou une tuyauterie qui contient des substances dangereuses, ou dans les conditions énumérées ci-dessous (même en petite quantité), ne doit pas être réalisée, sauf si l’on peut apporter la preuve que la soudure/le piquage peut être réalisé en toute sécurité.

## Les substances dangereuses
- L’acétylène
- L’acétonitrile
- Le butadiène
- La soude caustique*
- Le chlore
- L’air comprimé à une pression supérieure à 3000 kPA
- L’éthylène
- L’oxyde d’éthylène
- DEA/MEA riche ou pauvre
- La vapeur haute pression (pression supérieure à 5000 kPA)
- L’hydrogène (pression partielle supérieure à 700 kPA )
- Le sulfure d’hydrogène*
- L’acide fluorhydrique
- L’oxygène
- Le propène
- L’oxyde de propène
- L’acide sulfurique
- Les substances toxiques*

Ces contraintes sont basées sur le danger rencontré d’une manière générale en cas de perforation d’une ligne durant le soudage, pas le processus de soudage lui-même. Les conditions :
- Conditions de vide
- Hydrogène dissous dans la paroi de la conduite (par ex. en raison de l’historique d’entretien)
- Dépôts de tartres pyrophoriques

Note : cette liste n’est pas exhaustive, mais seulement à titre indicatif.